# هکلر و کخ اچ‌کی۴۵
هکلر و کخ اچ‌کی۴۵ (انگلیسی: Heckler & Koch HK45) یا هکلر و کخ، کالیبر ۴۵ ای‌سی‌پی (انگلیسی: Heckler & Koch, .45 ACP) یک پیستول نیمه‌خودکار است که توسط سازنده اسلحهٔ آلمانی هکلر و کخ طراحی شده‌است.